# Kimberley Davies
Kimberley Davies (Ballarat, Victoria, 20 de fevereiro de 1973) é uma atriz e apresentadora de televisão australiana, mais conhecida por ter interpretado Annalise Hartman em Neighbours de 1993 a 1996, e por ter apresentado o programa Just Kidding! na Austrália.
Posteriormente, Davies se mudou para os Estados Unidos e conseguiu um papel regular na série Pacific Palisades. A atriz também fez participações especiais em seriados como Ally McBeal e Friends, e apareceu em vários filmes como Psycho Beach Party, The Next Best Thing, The Shrink Is In, Made e South Pacific. Em 2005, ela voltou a Neighbours, em virtude do episódio especial de 20 anos da telenovela.
Em maio de 2005, ela participou de um reality show australiano conhecido como Celebrity Circus, que se sucedeu por uma aparição na quinta temporada de I'm a Celebrity, Get Me Out of Here!, na Grã-Bretanha. Além destes, ela também foi uma competidora da adaptação australiana de Dancing with the Stars, durante o ano de 2007.

## Filmografia

### Televisão
- 2005 Neighbours como Annalise Kratz
- 2004 Friends como Adrienne Turner
- 2001 The Invisible Man como Elaine Lowe
- 2000 Spin City como Inga
- 2000 Profiler como Jennifer Hutton
- 2000 Early Edition como Amber Lamonte
- 2000 Ally McBeal como Angela Prune
- 1999 Silk Stalkings como Rhonna Sendahl
- 1998 Viper como Trudy
- 1998 It's True como Maya
- 1997 Pacific Palisades como Laura Sinclair
- 1996 Twisted Tales como Betty

### Cinema
- 2004 Death to the Supermodels como Darbie
- 2002 The Month of August como Kelly
- 2001 Feather Pimento como Sra. Zilinski
- 2001 South Pacific como Luann
- 2001 The Shrink Is In como Isabelle
- 2000 Psycho Beach Party como Bettina Barnes
- 1997 True Love and Chaos como Ariel